# WASP-12
WASP-12 – żółty karzeł typu widmowego G znajdujący się około 1400 lat świetlnych od Ziemi w gwiazdozbiorze Woźnicy. Jego promień jest o 60% większy niż promień Słońca, a masa jest większa o ok. 35% od słonecznej. Wokół WASP-12 krąży planeta WASP-12 b.

## System planetarny

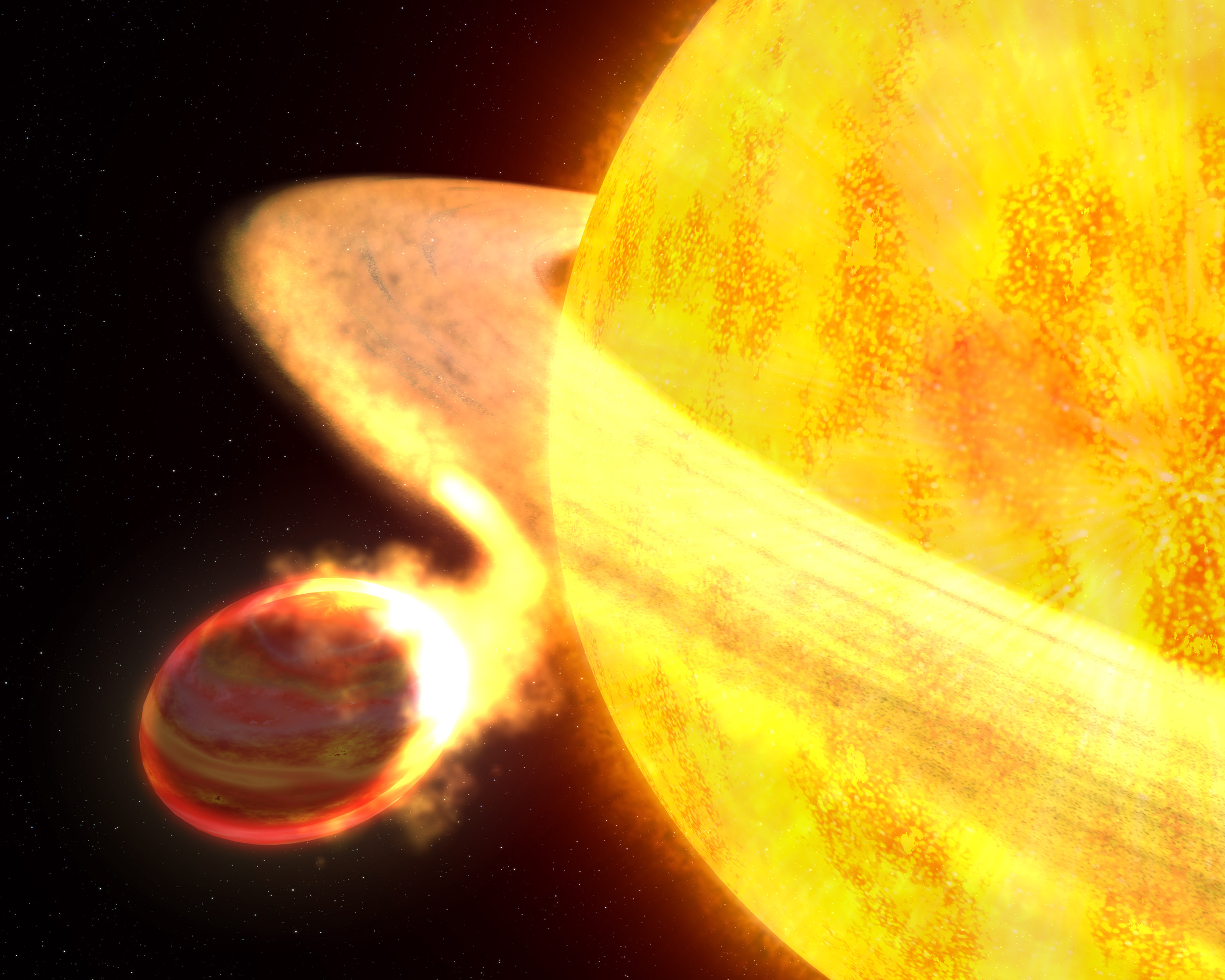
Artystyczna wizja układu gwiazdy WASP-12 i planety WASP-12b

W 2008 roku odkryto krążącą wokół WASP-12 planetę WASP-12 b. Odkrycia dokonano metodą tranzytu w ramach projektu SuperWASP. Najnowsze badania wskazują, że WASP-12 b posiada bardzo wysoki stosunek zawartości węgla do tlenu i jeśli w tym układzie istnieją planety o masie porównywalnej z Ziemią, to mogą być to planety węglowe.